# Libanesische Grenzübergänge in die Nachbarstaaten

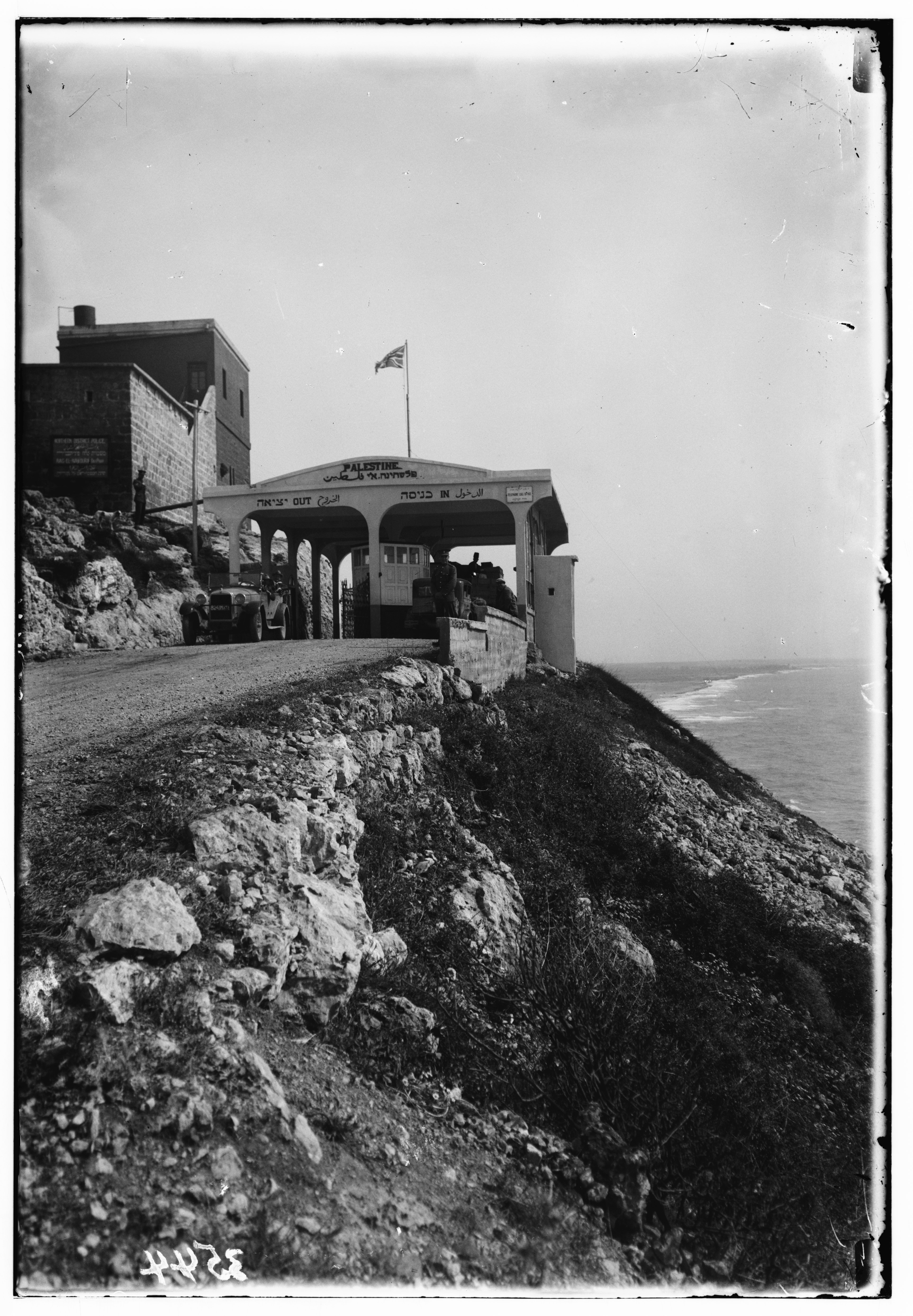
Grenzübergang an der früheren Grenze zwischen dem Libanon (Naqura) und Akka (Palästina) im Jahr 1920

Dies ist eine Liste libanesischer Grenzübergänge. Der Libanon grenzt an Syrien und Israel. Bedingt durch die politischen Spannungen zwischen Libanon und Israel seit dem Libanonkrieg 2006 gibt es gegenwärtig zwischen den beiden Staaten keine für den allgemeinen Verkehr geöffneten Grenzübergänge. Libanesen, die Israelis begegnen, bedürfen eines Suspenses durch die Regierung, da libanesisches Gesetz jeden Umgang seiner Staatsbürger mit Israelis kriminalisiert.

## Historische Situation
Die Grenze zwischen der Arabischen Republik Syrien und der Libanesischen Republik erstreckt sich über eine Gesamtlänge von etwa 375 Kilometern. Diese macht den größten Teil der Landgrenze des Libanon aus; hinzu kommt die ca. 70 km lange Grenze zu Israel im Süden. Die Grenze wurde 1920 unter dem französischen Mandat für Syrien und den Libanon geschaffen, mit der Errichtung des Großlibanon (der „Großraum“, der die Erweiterung des Territoriums des osmanischen Mutesarriflik Libanonberg anzeigt). Aufgrund der Geschichte des politischen Engagements Syriens im Libanon seit den 1970er-Jahren wurde die Grenze trotz der diesbezüglichen libanesischen Forderungen nie offiziell präzise festgelegt, und die Abgrenzung der Grenze auf syrischen und libanesischen Karten zeigt erhebliche Diskrepanzen im Detail. Das Dorf Deir El Aachayer (westlich von Damaskus) ist ein Beispiel für ein Gebiet, das von beiden Ländern auf ihren jeweiligen offiziellen Karten beansprucht wird.
Der Grenzübergang Rosch haNiqra/Naqura wird regelmäßig geöffnet für nichtisraelische Geistliche grenzüberschreitend umrissener Religionsgemeinschaften (wie Drusen, Maroniten, Melkiten, Muslime) und wurde auch zweimal während der Verhandlungen zwischen Israel und der Hisbollah benutzt. Am 16. Juli 2008 wurde er von Israel genutzt, um Samir Kuntar in den Libanon zurückzuschicken und um die Leichen der israelischen Soldaten Eldad Regev und Ehud Goldwasser für die Hisbollah zurückzugeben. Nach der Freilassung von Passagieren und Besatzungsmitgliedern aus dem Flottillenangriff im Gazastreifen wies Israel am 3. Juni 2010 vier libanesische Aktivisten über den Übergang aus.
Gegenwärtig sind drei Grenzübergänge für den Verkehr geöffnet: Arida (arabisch  العريضة) und Aaboudiye (العبود) im Norden sowie Masnaa (المصنع) im Osten.

## Straßen- und Wegübergänge
| Grenzübergang             | Gouvernement                | Nachbarland | Ort im Nachbarland             | Art des Überganges                                                              | Besonderheit(en) | Koordinaten                      |
| ------------------------- | --------------------------- | ----------- | ------------------------------ | ------------------------------------------------------------------------------- | --- | -------------------------------- |
| Arida                     | Gouvernement Akkar          | Syrien      | Hamidiya                       | Straße (Minieh-Arida Highway)                                                   | Autobahn zwischen Tartus und Tripoli | 34° 38′ 2,5″ N, 35° 58′ 34,7″ O  |
| Aaboudiye                 | Gouvernement Akkar          | Syrien      | Dabousiya (Dabousieh)          | Landesstraße 51 (Mqaitaa-Addabousiya Highway)                                   | | 34° 38′ 17,1″ N, 36° 7′ 10,3″ O  |
| Al Kibir Fluss            | Gouvernement Akkar          | Syrien      | Tell Kalach                    | Straße von der libanesischen Grenze nach Tell Kalach                            | geschlossen (Ehem. Verbindungsstraße von Homs nach Tell Kallach) | 34° 40′ 5″ N, 36° 18′ 12,1″ O    |
| Mqaybleh                  | Gouvernement Akkar          | Syrien      | Hadida                         | Straße von Qoubaiyat nach Homs                                                  | geschlossen (Straße von Qoubaiyat (Libanon) nach Homs in Syrien) | 34° 39′ 48,8″ N, 36° 20′ 56,7″ O |
| Mrah Chehab               | Gouvernement Akkar          | Syrien      | Al Fadilijja                   | Straße von Mazraat El Talleh zur syrischen Grenze                               | geschlossen | 34° 29′ 49,7″ N, 36° 23′ 14,7″ O |
| Qaa                       | Gouvernement Baalbek-Hermel | Syrien      | ousseh bzw. Al-Nizariyah       | Baalbek-Qua-Highway                                                             | Verbindungsstraße von Baalbek nach Homs; seit 2017 wieder geöffnet | 34° 25′ 22,6″ N, 36° 32′ 38,6″ O |
| Ham                       | Gouvernement Bekaa          | Syrien      | Serghaya                       |                                                                                 | geschlossen | 33° 50′ 14,2″ N, 36° 10′ 44,3″ O |
| Masnaa                    | Gouvernement Bekaa          | Syrien      | Jdaidit Yabws (Jdeidat Yabous) | Landesstraße 30 von Beirut über Majdal Anjar nach Damaskus                      | Der Grenzübergang wurde in seiner Geschichte viele Male geschlossen und war ein fortwährendes Thema von Kontroversen, hauptsächlich aufgrund seiner Rolle bei Feindseligkeiten im Nahen Osten. Zuletzt besuchte am 29. April 2010 eine US-Sicherheitsdelegation den Übergang, was die libanesische Regierung und die aus dem Libanon operierenden Hisbollah-Kämpfer beunruhigte. | 33° 40′ 45,6″ N, 35° 57′ 50,2″ O |
| Kafr Kila („Fatima Gate“) | Gouvernement Nabatäa        | Israel      | Metulla                        | geschlossen. Kreuzung an Marjaayoun-Bint Jberil-Straße nach Metulla             | Nach Beendigung der israelischen Besatzung in der sogenannten Sicherheitszone, die von 1978 bis Mai 2000 andauerte, zogen die letzten israelischen Soldaten durch das Fatima-Tor an der israelisch-libanesischen Grenze ab. | 33° 9′ 43,7″ N, 35° 20′ 5,9″ O   |
| Naqura                    | Gouvernement Süd-Libanon    | Israel      | Rosch haNikra                  | meist geschlossen (offen für christliche, drusische und muslimische Geistliche) | Nördlich von Nahariya befindet sich die israelisch-libanesische Grenze, die von einem israelischen Außenposten an der Spitze der weißen Klippe namens Rosch-haNiqra bewacht wird. | 33° 3′ 14,2″ N, 35° 3′ 42,3″ O   |

## Eisenbahn
Solange es im Libanon Eisenbahnverkehr gab, bestanden auch dafür Grenzübergangsstellen. Diese wurden allerdings im Laufe der Zeit aufgegeben, als der Eisenbahnverkehr in Richtung Israel 1948 aus politischen Gründen unterbrochen wurde oder als die entsprechenden Strecken aufgegeben wurden.
| Grenzübergang    | Gouvernement | Nachbarland | Ort im Nachbarland | Eisenbahnstrecke                                       | Besonderheit(en)                                                | Koordinaten |
| ---------------- | ------------ | ----------- | ------------------ | ------------------------------------------------------ | --------------------------------------------------------------- | ----------- |
| Tall Abbas       |              | Syrien      | Akkar              | Bahnstrecke Tripoli–Homs (Normalspur, 1435 mm)         | In Betrieb: 1911–1975?                                          |             |
| Ras Baalbek      |              | Syrien      | Qaa                | Bahnstrecke Rayak–Homs (Normalspur, 1435 mm)           | In Betrieb: 1906–1975?                                          |             |
| Jachfufa         |              | Syrien      | Dschisr Remani     | Libanonbahn (Schmalspur, 1050 mm)                      | In Betrieb: 1895–1975?                                          |             |
| Naqura-Frontière |              | Israel      | Rosch haNiqra      | Bahnstrecke Haifa–Beirut–Tripoli (Normalspur, 1435 mm) | In Betrieb: 1942–1948? Die Grenze verläuft hier in einem Tunnel |             |

## Galerie

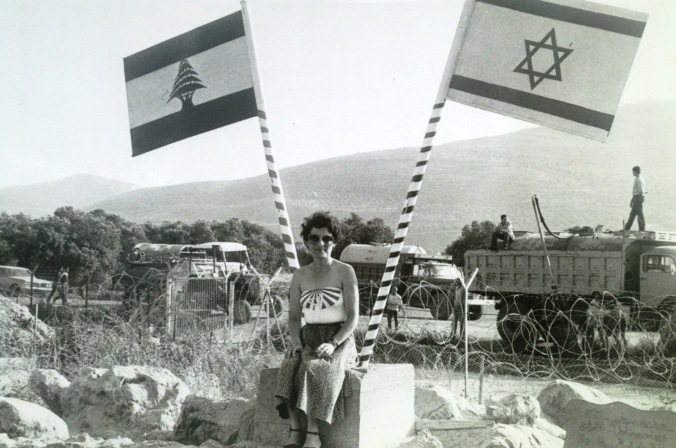
Israelische und libanesische Flaggen an der Grenzübergang „Fatima Gate“ zwischen den beiden Ländern während des ersten Libanonkrieges 1982
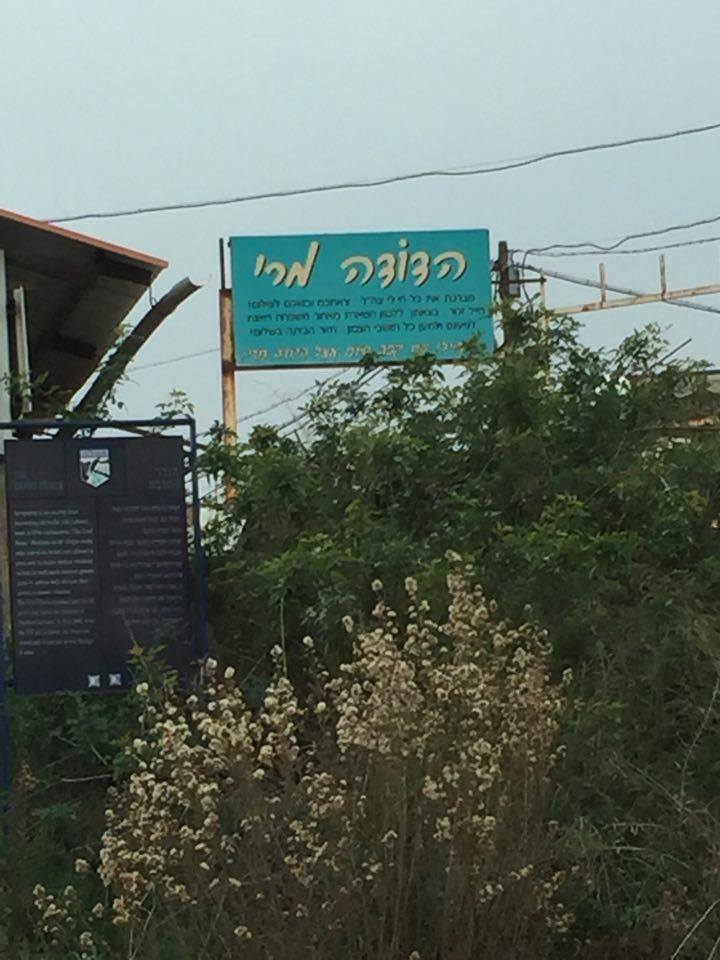
Das „Fatima Gate“ im Jahr 2016
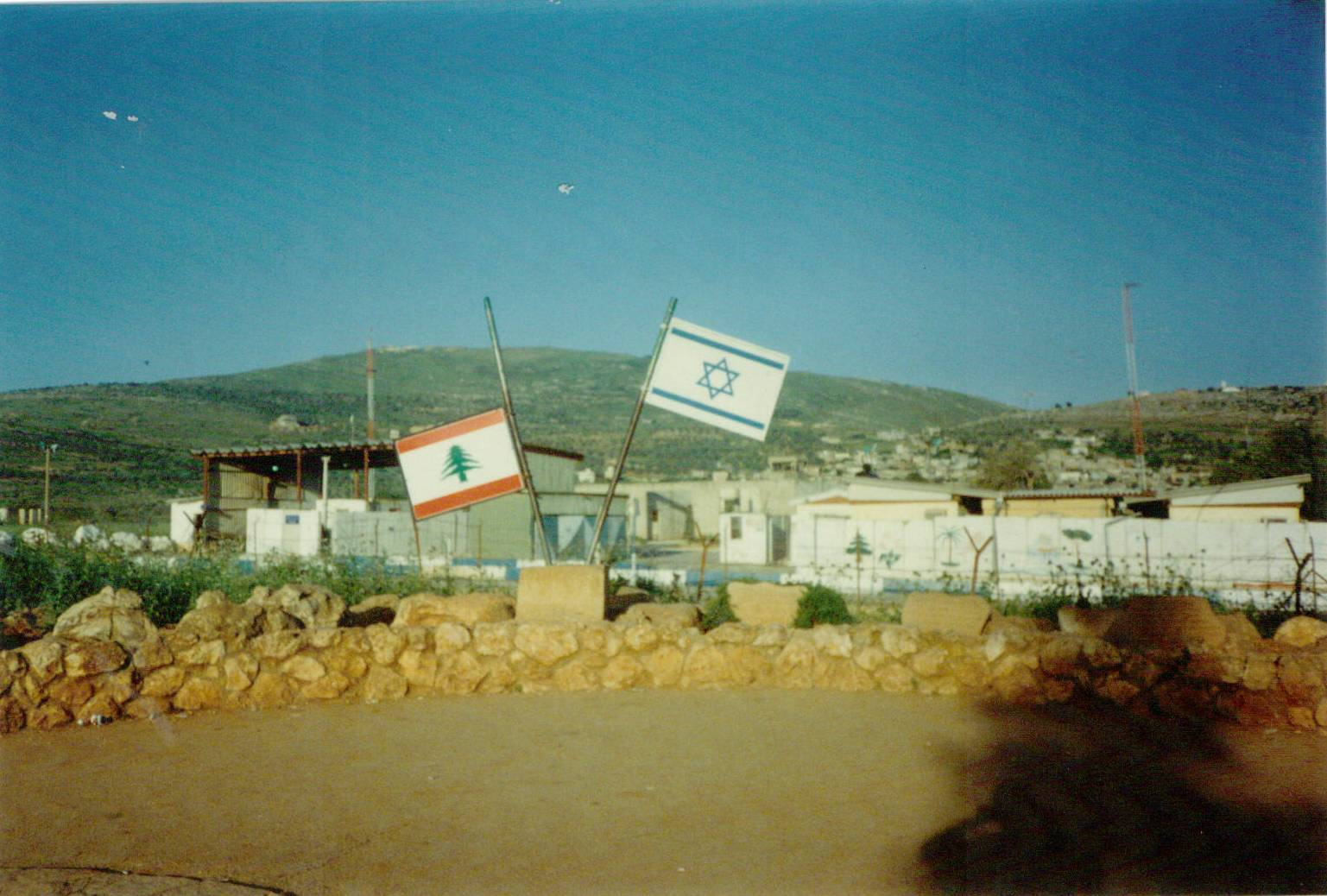
Das „Fatima Gate“ um 2009
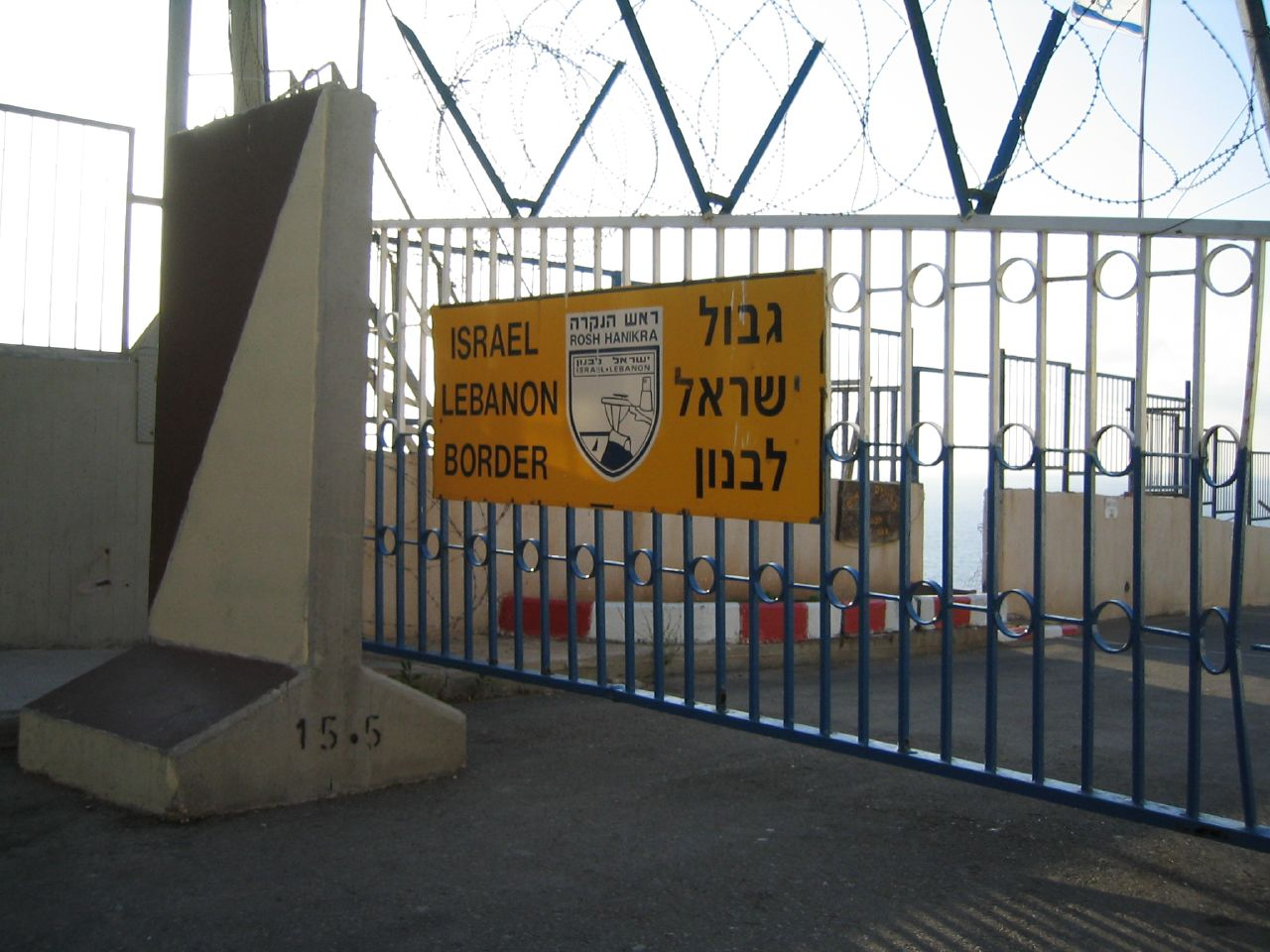
Israelisch-libanesische Grenze bei Rosch haNiqra (2005)
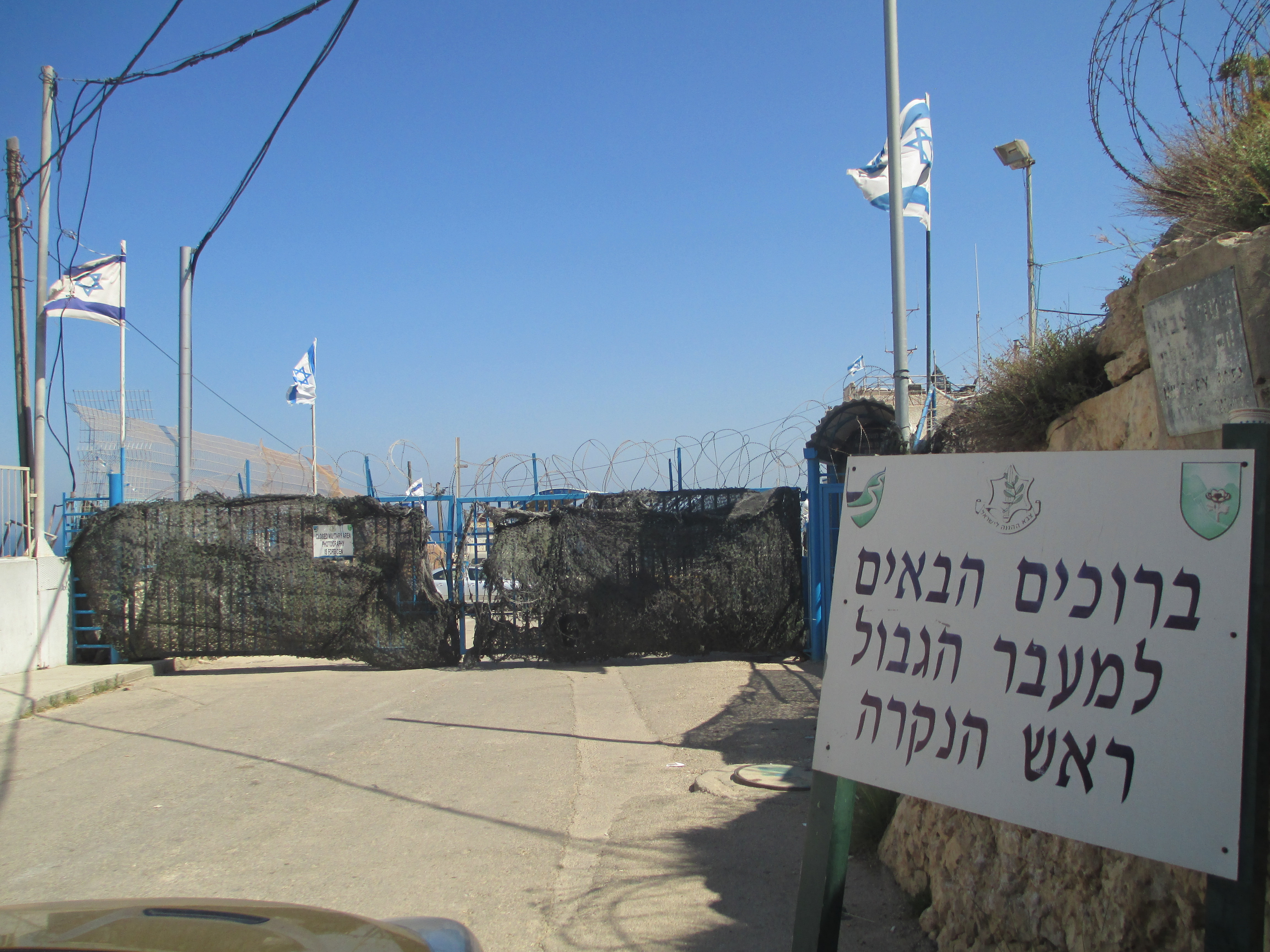
Israelisch-libanesischer Grenzübergang bei Rosch haNiqra (2015)
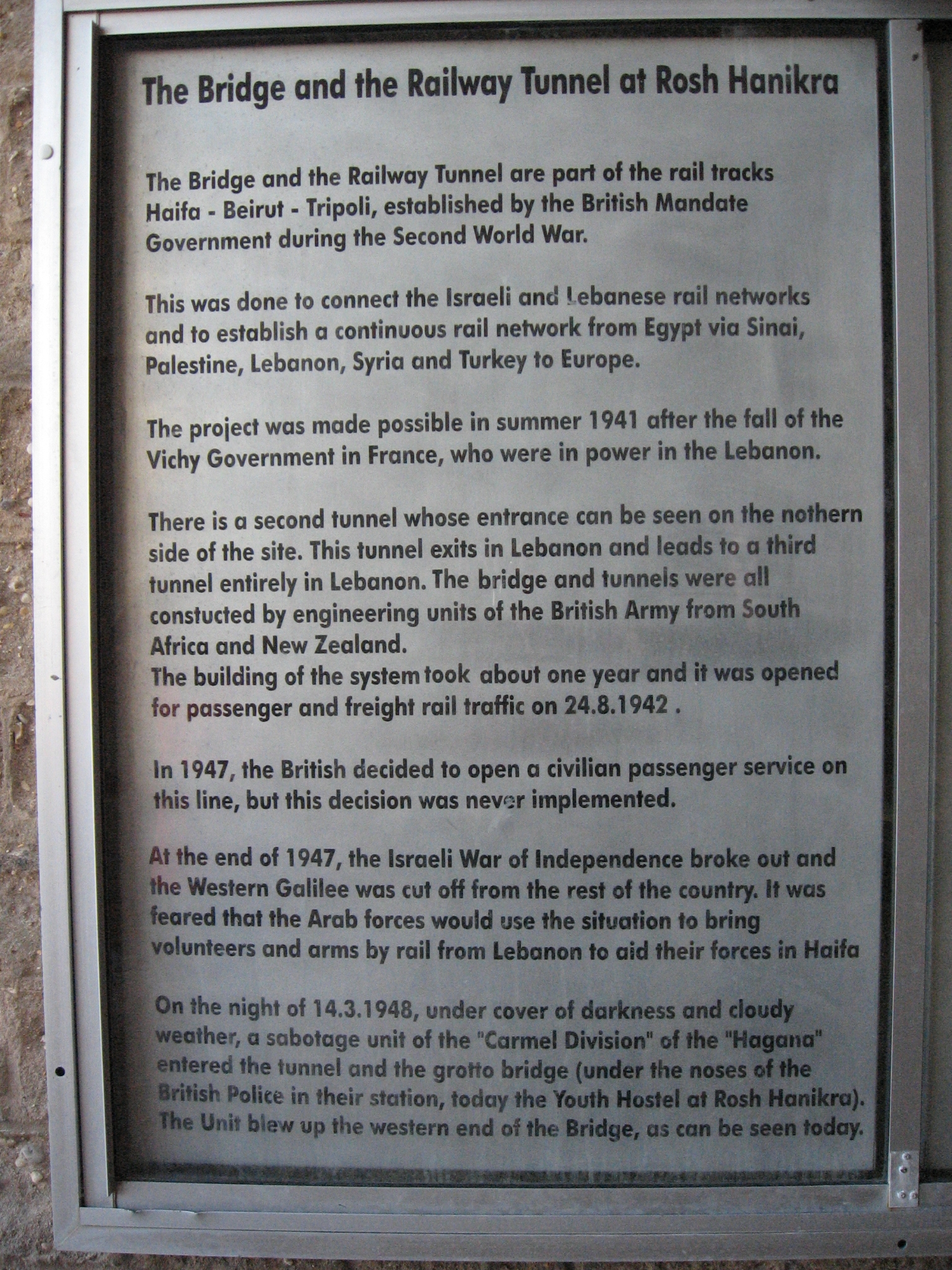
Infotafel in Rosch haNiqra zu Tunnel und Grenzübergang